# Christoph Hemlein
Christoph Hemlein (* 16. Dezember 1990 in Heidelberg) ist ein deutscher Fußballtrainer und ehemaliger Fußballspieler.

## Spielerkarriere

### Jugend und TSG Hoffenheim II
Hemlein spielte in der Jugend bis 2003 für den FV Nußloch. Danach war er für den FC Zuzenhausen aktiv. 2005 wechselte Hemlein zur TSG 1899 Hoffenheim. Er nahm am DFB-Länderpokal 2009 teil. In der Regionalliga Süd erzielte Hemlein in der Saison 2010/11 in 32 Spielen neun Treffer für die zweite Mannschaft der TSG Hoffenheim.

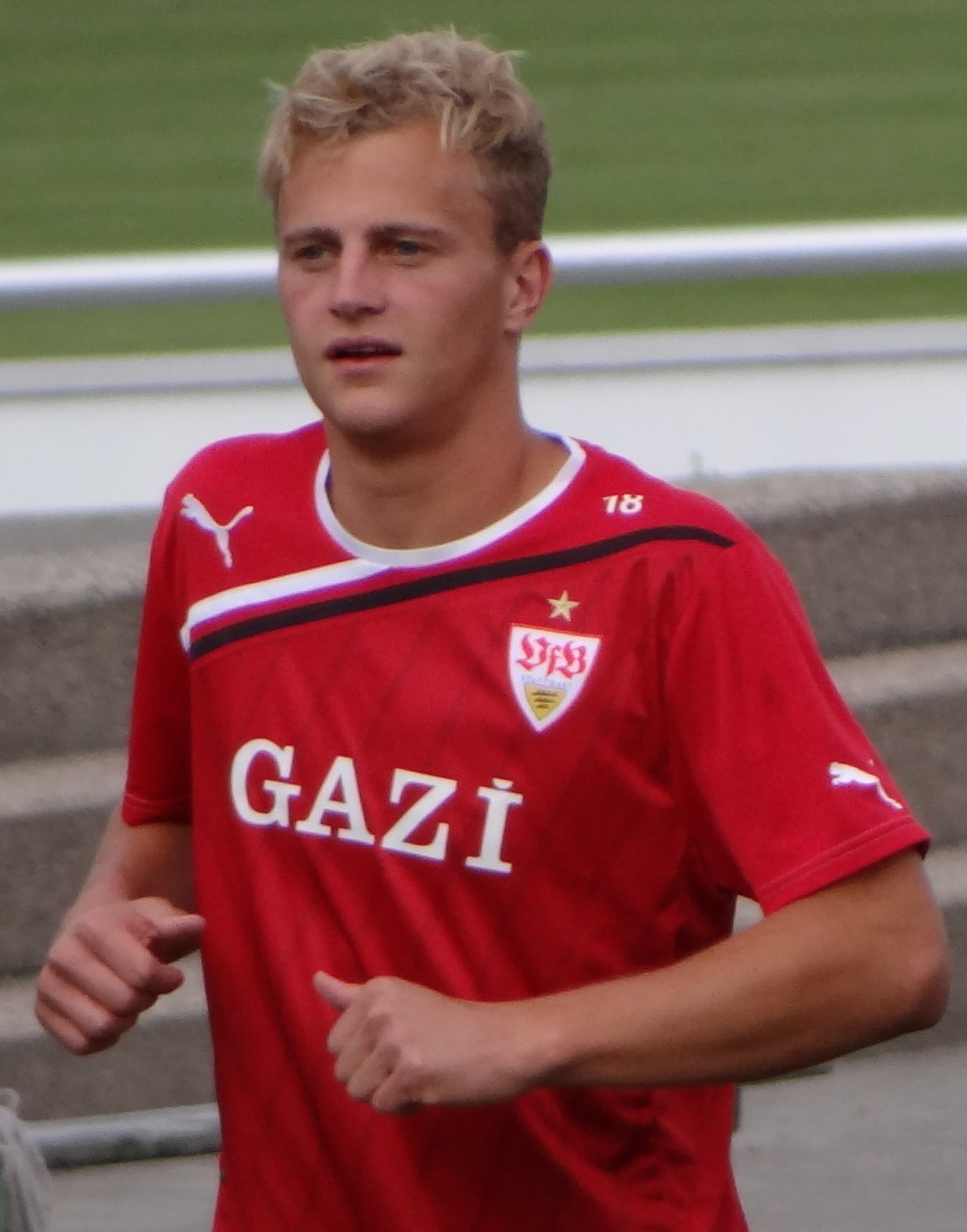
Christoph Hemlein im Trikot des VfB Stuttgart (2011)

### VfB Stuttgart II
Zur Saison 2011/12 wechselte er zur zweiten Mannschaft des VfB Stuttgart. Am 23. Juli 2011 gab Hemlein am ersten Spieltag der Saison 2011/12 in der 3. Profi-Liga gegen Arminia Bielefeld sein Profidebüt und erzielte dabei den Ausgleichstreffer beim 2:1-Auswärtssieg des VfB II.

### VfB Stuttgart
Sein Bundesligadebüt gab Hemlein am 22. Oktober 2011 unter Trainer Bruno Labbadia am 10. Spieltag der Bundesligasaison 2011/12 gegen den 1. FC Nürnberg. Vier Tage später erzielte er in der zweiten Runde des DFB-Pokals gegen den FSV Frankfurt sein erstes Pflichtspieltor für die erste Mannschaft der Schwaben.

### NEC Nijmegen
Am 15. Mai 2013 unterzeichnete Hemlein beim niederländischen Erstligisten NEC Nijmegen einen bis Juni 2016 datierten Vertrag, der zur Saison 2013/14 in Kraft trat. Für Nijmegen absolvierte er 29 Spiele und erzielte vier Tore. Der Klub beendete die Spielzeit auf einem Relegationsplatz. Beide Spiele gegen Sparta Rotterdam gingen verloren, nach dem Abstieg in die Zweitklassigkeit verließ er die Niederlande nach nur einem Jahr wieder.

### Arminia Bielefeld
Zur Saison 2014/15 wechselte Hemlein zu Arminia Bielefeld. Schon am 1. Spieltag der neuen Saison bescherte Hemlein seinem Verein einen Sieg durch ein Tor in der letzten Spielminute gegen die Reserve des 1. FSV Mainz 05. Im April 2015 wurde sein Treffer aus 65 Meter Entfernung im Spiel gegen Rot-Weiß Erfurt als Tor des Monats ausgezeichnet. Am Ende der Saison stieg er mit Arminia in die 2. Bundesliga auf.

### 1. FC Kaiserslautern
Am 8. Mai 2018 unterschrieb Hemlein einen ab der Saison 2018/19 gültigen Vertrag beim 1. FC Kaiserslautern. Im Sommer 2019 wurde er von Cheftrainer Sascha Hildmann zum Nachfolger von Florian Dick, der seine aktive Karriere beendet hatte, als Mannschaftskapitän ernannt. Nach dem 14. Spieltag der Saison 2019/20 wurde Hemlein unter Hildmanns Nachfolger Boris Schommers gemeinsam mit Janek Sternberg und Antonio Jonjić bis auf Weiteres aus dem Lizenzspielerkader gestrichen. Kaiserslautern befand sich zu diesem Zeitpunkt auf einem Abstiegsplatz und bereits seit dem 4. Spieltag im unteren Tabellendrittel.

### SV Meppen
Ende Juli 2020 wechselte Hemlein zum Ligakonkurrenten SV Meppen und unterschrieb dort einen Vertrag bis zum Sommer 2022 mit der Option der Verlängerung eines weiteren Jahres. Im April 2022 wurde diese Option gezogen und im Vertrag erneut die Möglichkeit der Verlängerung um ein Jahr festgesetzt. Nach dem Abstieg des Vereins im Sommer 2023 beendete Hemlein seine Karriere als aktiver Spieler.

## Trainerkarriere
Im Sommer 2024 wurde Christoph Hemlein als Trainer von Eintracht Nordhorn verpflichtet.

## Erfolge als Spieler
mit Arminia Bielefeld
- Drittliga-Meister 2015 und Aufstieg in die 2. Bundesliga
- DFB-Pokal Halbfinale 2014/15

Persönliche Auszeichnungen
- Tor des Monats: Februar 2015[9]